# Sumaya

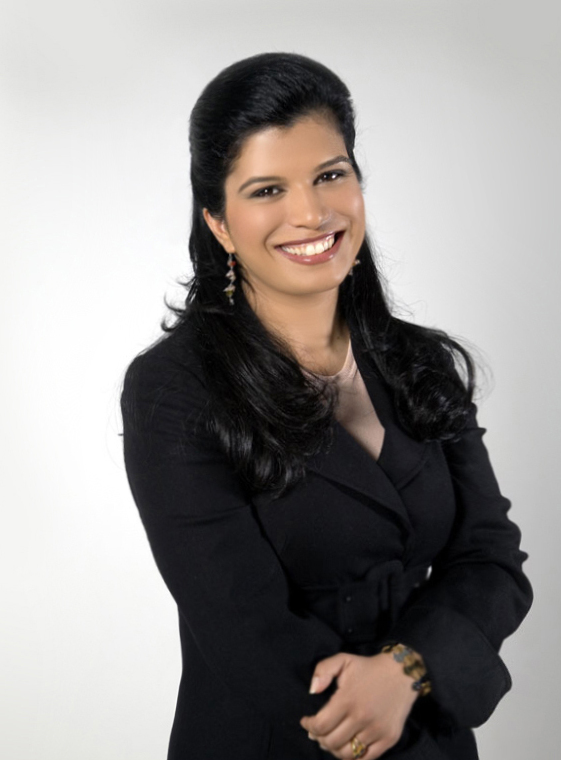
Sumaya bint El Hassan, 2007.

Sumaya (arabiska:سميّة) är ett kvinnligt arabiskt namn som betyder ungefär högt ovanför. Alternativa stavningar är bl.a. Somaja, Soumaya och Sumayyah. Det är namnet på den första martyren inom islam.
Den 31 december 2007 fanns det 108 kvinnor i Sverige med namnet, 106 av dessa hade det som tilltalsnamn/förstanamn.